# 크리스토퍼 파올리니

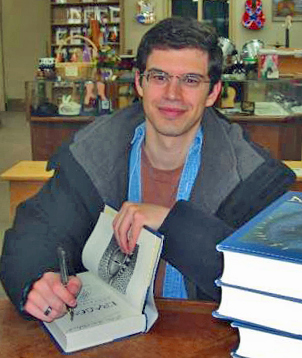
크리스토퍼 파올리니

크리스포터 파올리니(Christopher Paolini, 1983년 11월 17일 ~ )는 미국의 소설가로, 2003년 데뷔작인 판타지 소설 《에라곤》을 발표하였다. 《에라곤》을 포함한 《엘디스트》, 《브리싱거》, 《인헤리턴스》의 《유산 시리즈》로 잘 알려져 있다.